# Макаров Валентин Григорович
Валентин Григорович Макаров (*28 листопада 1934, Дніпропетровськ, УРСР, СРСР — †11 лютого 1998, Київ, Україна) — радянський та український актор театру, кіно і телебачення. Заслужений артист УРСР (1977). Член Спілки кінематографістів України.

## Життєпис
Народився у родині службовців. Закінчив студію акторської майстерності при Центральної кіностудії дитячих та юнацких фільмів ім. М. Горького (Москва, 1954). Працював актором драматичного театру м. Шадрінськ (РФ, 1954–55), у Дніпропетровському драматичному театрі ім. М. Горького (1955–56), Львівського ТЮГу ім. М. Горького (1956), Київського російського драмтеатру ім. Лесі Українки (1956–58), на Київської студії телебачення (1958–63). 
У 1963—1975 рр. — диктор студії «Укркінохроніка» (Київ). Співпрацював також з Київською кіностудією художніх фільмів ім. О. Довженка та студією «Київнаукфільм». 
Нагороджений Почесною Грамотою Президії Верховної Ради УРСР.

## Фільмографія
- «На великому шляху» (т/ф, Федько),
- «Сергій Чекмарьов» (Сергій),
- «Хлопчик з Уржума» (Костриков),
- «Дмитро Вакаров» (Вакаров),
- «Наші зустрічі» (Вася),
- «Родина Коцюбинських» (1970),
- «В бій ідуть самі „старі“» (1973, начштабу),
- «Поїзд надзвичайного призначення» (1979, Мельниченко),
- «Вечори на хуторі біля Диканьки» (1983),
- «Червоні черевички» (1986, Болотяний дух),
- «Гори димлять» (1989),
- «Чорна Долина» (1990),
- «Яма» (1990)
- «Фуфель» (1990, т/ф)
- «Вбивство в Саншайн-Менор» (1991)
- «Іван та кобила» (1992) та ін.

## Диктор
Диктор науково-популярних та хронікально-документальних стрічок:
- «Нашому тренеру» (1960)
- «Юрій Шумський» (1961)
- «Керманичі» (1965)
- «Гаряче дихання» (1966)
- «Україна, рік 1967» (1967)
- «В нельотну погоду» (1968)
- «400 біографій» (1969)
- «Вогненний слід» (1970)
- «Радянська Україна. Від з'їзду до з'їзду» (1972)
- «Роменська мадонна» (1973)
- «Вершники Європи» (1974)
- «Вогні Придніпров'я» (1976, реж. В. Шкурин)
- «Ефект творчості» (1978)
- «Розум, честь і совість епохи» (1978) та інших.